# Пудьял, Ранга Натх
Ранга Натх Пудьял (непальск. रङ्गनाथ पौड्याल; род. в 1773, Махантоле, Непал — ?) — непальский государственный деятель, премьер-министр Непала в 1837—1838 и в ноябре 1840 года.

## Биография
Ранга Натх Пудьял родился в 1773 году в Махантоле в семье Пандита Браджнатха Атри, известного придворного во дворце, который позже был сослан в Бенарес. Пудьял провёл детские годы в Бенаресе, где овладел санскритом. Тогдашний король Бенареса пожаловал ему титул «Пандит Радж».

## Политическая карьера
Ранга Натх Пудьял встретил Бримсена Тхапу в Бенаресе. На него сильно повлиял Тхапа, и таким образом он проложил свой путь к власти, утвердившись как выдающийся сторонник Бримсена. Пудьял стал премьер-министром Непала во время крайней политической нестабильности. Его политическая карьера была обречена после падения Тхапы.